# Uti-hanare Iwa
Uti-hanare Iwa är en kulle i Antarktis. Den ligger i Östantarktis. Norge gör anspråk på området. Toppen på Uti-hanare Iwa är 2 042 meter över havet.
Terrängen runt Uti-hanare Iwa är huvudsakligen platt, men åt sydväst är den kuperad. Trakten är obefolkad. Det finns inga samhällen i närheten.